# Kessinger (Adelsgeschlecht)

Wappen aus dem Adelsbrief

Kessinger ist der Name eines sächsischen Briefadelsgeschlechts.

## Geschichte
Die Stammreihe des Geschlechts beginnt mit August Tertullian Kessinger, Königlich dänischer Oberbaudirektor, um 1700. Während des Reichsvikariats nobilitierte Kurfürst Friedrich August III. von Sachsen den kursächsischen Hofjäger und Floßkommissar zu Grödel und Besitzer des Rittergutes Oppitzsch, Kreis Oschatz, Johann Christian Kessinger (Keßinger), am 31. Juli 1790.

## Persönlichkeiten
- Curt von Kessinger (1828–1914), sächsischer Generalmajor
- Friedrich von Kessinger (1866–1946), deutscher Generalmajor der Reichswehr

## Wappen
Blasonierung: Geteilt von Grün und Silber, oben wachsend ein silberner Hirsch, unten zwei ins Andreaskreuz gestellte gestümmelte natürliche (rote) Äste. Auf dem grün-silbern bewulsteten Helm mit grün-silbernen Helmdecken zwei sechsendige silberne Hirschstangen.

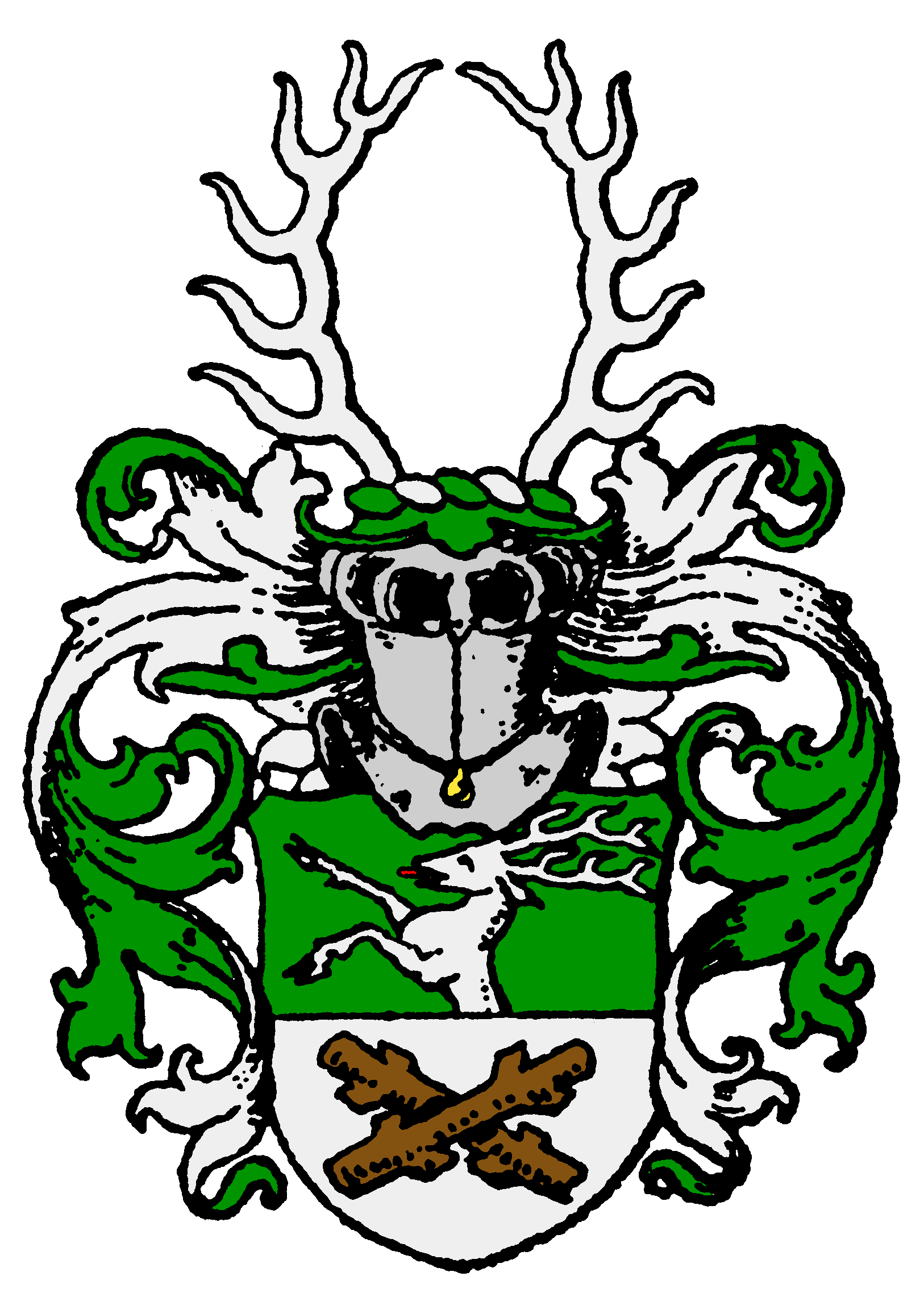
Wappen derer von Kessinger
aus Conrad Tyroff: Neues adeliches Wappenwerk. Nürnberg 1791–1805
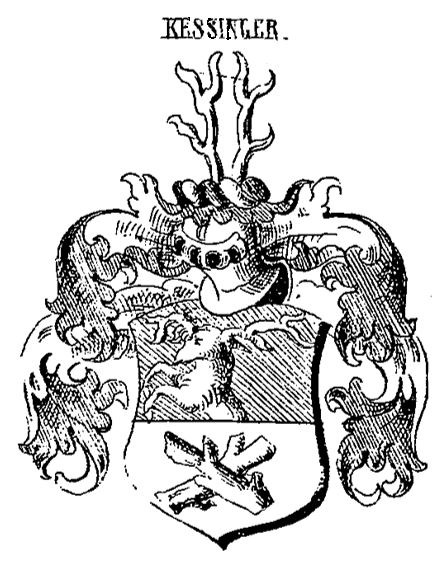
Wappen derer von Kessinger in Siebmachers Wappenbuch
historische Blasonierung